# Hrabstwo Grant (Indiana)

Piramida wieku hrabstwa

Hrabstwo Grant (ang. Grant County) – hrabstwo w stanie Indiana w Stanach Zjednoczonych.

## Geografia
Według spisu z 2010 roku obszar całkowity hrabstwa obejmuje powierzchnię 414,90 mili² (1074,59 km²), z czego 414,07 mili² (1072,44 km²) stanowią lądy, a 0,82 mili² (2,12 km²) stanowią wody. Według szacunków United States Census Bureau w roku 2012 miało 69 330 mieszkańców. Jego siedzibą administracyjną jest Marion.

### Miasta
- Fairmount
- Fowlerton
- Gas City
- Jonesboro
- Matthews
- Marion
- Swayzee
- Sweetser
- Upland
- Van Buren

### CDP
- Herbst
- Jalapa
- Landess
- Mier
- Point Isabel
- Sims